# Milokošť
Milokošť (německy Milokoscht) je část města Veselí nad Moravou v okrese Hodonín. Nachází se na severovýchodě Veselí nad Moravou. Prochází zde silnice I/55. Je zde evidováno 295 adres. Trvale zde žije 853 obyvatel.
Milokošť je také název katastrálního území o rozloze 5,94 km2.

## Název
Původ jména vesnice se zatím nepodařilo vysvětlit. Snad může mít nějakou souvislost se skutečností, že v nejdéle osídlených východoslovanských oblastech se vyskytují složená jména vodních toků, jejichž druhá část zní -kosť.

## Obyvatelstvo

### Struktura
Vývoj počtu obyvatel za celou obec i za jeho jednotlivé části uvádí tabulka níže, ve které se zobrazuje i příslušnost jednotlivých částí k obci či následné odtržení.
| Místní části   | Místní části  | 1869 | 1880 | 1890 | 1900 | 1910 | 1921 | 1930 | 1950 | 1961 | 1970 | 1980 | 1991 | 2001 | 2011 |
| -------------- | ------------- | ---- | ---- | ---- | ---- | ---- | ---- | ---- | ---- | ---- | ---- | ---- | ---- | ---- | ---- |
| Počet obyvatel | část Milokošť | 647  | 759  | 829  | 869  | 853  | 935  | 923  | 801  | 847  | 797  | 820  | 808  | 853  | 831  |
| Počet domů     | část Milokošť | 122  | 126  | 153  | 160  | 171  | 175  | 210  | 218  | –    | 222  | 232  | 260  | 252  | 267  |

## Rodáci
Bohumil Vaverka (1914–1945), český palubní radiotelegrafista a střelec 311. československé bombardovací perutě RAF